# Chlorocypha jejuna
Chlorocypha jejuna är en trollsländeart som först beskrevs av Karsch 1898.  Chlorocypha jejuna ingår i släktet Chlorocypha och familjen Chlorocyphidae. IUCN kategoriserar arten globalt som akut hotad. Inga underarter finns listade i Catalogue of Life.